# Ельдорет КСС
Футбольний клуб «Ельдорет» або просто «Ельдорет КСС» (англ. Eldoret Football Club) — професіональний кенійський футбольний клуб з міста Ельдорет.

## Історія
Заснований 1975 року в місті Ельдорет текстильною компанією Rivatex Company Ltd., завдяки чому отримав назву «Ріватекс». Дебютував у вищому дивізіоні кенійського чемпіонаті в сезоні 1978 року. У 1999 році команда змінила назву на Ельдорет КСС, а в сезоні 2000 року вилетів з Прем'єр-ліги.
У 2001 році команда спочатку змінила назву на «Ельдорет», а згодом — на «Ельдорет Юнайтед», допоки в 2002 році Кенійська федерація футболу не виключила команду зі змагань, після чого колектив припинив існування. Клуб тричі вигравав кубок Кенії (двічі як «Ріватекс» та одного разу як «Ельдорет»).
«Ельдорет» тричі виступав у континентальних турнірах, проте жодного разу не зміг пройти далі першого раунду змагань.

## Досягнення
- Кубок президента Кенії
  -  Чемпіон (3): 1990, 1995, 1997

- Суперкубок Кенії
  -  Фіналіст (1): 1991[5]

## Статистика виступів на континентальних турнірах
| Сезон | Турнір                     | Раунд      | Клуб             | Вдома | На виїзді | Загалом        |
| ----- | -------------------------- | ---------- | ---------------- | ----- | --------- | -------------- |
| 1991  | Кубок володарів кубків КАФ | Попередній | «Плейзанж»       | 3-0   | 3-1       | 6-1            |
| 1991  | Кубок володарів кубків КАФ | 1          | «Пауер Дайнамос» | 1-0   | 2-4       | 3-4            |
| 1996  | Кубок володарів кубків КАФ | 1          | «Аль-Мурада»     | 1-1   | 1-2       | 2-3            |
| 1998  | Кубок володарів кубків КАФ | 1          | Кошта да Сул     | 1-0   | 0-1       | 1-1 (2-4 пен.) |